# Дуглас, Шерман
Шерман Дуглас (англ. Sherman Douglas; родился 15 сентября 1966, Вашингтон, Округ Колумбия, США) — бывший американский профессиональный баскетболист.

## Ранние годы
Шерман Дуглас родился в городе Вашингтон (округ Колумбия), учился в Вашингтонской школе Спингарн, в которой играл за местную баскетбольную команду.

## Студенческая карьера
В 1989 году Дуглас закончил Сиракьюсский университет, где в течение четырёх лет играл за команду «Сиракьюс Орандж», в которой провёл успешную карьеру, набрав в итоге 2060 очков, 299 подборов, 960 передач, 235 перехватов и 12 блок-шотов. При Дугласе «Орандж» два раза выигрывали регулярный чемпионат конференции Big East (1986—1987), один раз — турнир конференции Big East (1988), а также четыре года подряд выходили в плей-офф студенческого чемпионата США (1986—1989). Кроме того в 1987 году «Орандж» вышли в финал турнира NCAA, где в упорной борьбе проиграли (73—74) команде «Индиана Хузерс».

## Карьера в НБА
Играл на позиции разыгрывающего защитника. В 1989 году был выбран на драфте НБА под 28-м номером командой «Майами Хит». Позже выступал за команды «Бостон Селтикс», «Милуоки Бакс», «Нью-Джерси Нетс» и «Лос-Анджелес Клипперс». Всего в НБА провёл 12 сезонов. В 1989 году включался во 2-ю всеамериканскую сборную NCAA. Всего за карьеру в НБА сыграл 765 игр, в которых набрал 8425 очков (в среднем 11,0 за игру), сделал 1672 подбора, 4536 передач, 785 перехватов и 76 блок-шотов.
Свои первые годы в качестве игрока НБА Дуглас провёл в «Хит», в рядах которых он выступал на протяжении двух с половиной сезонов (1989—1992). В дебютном сезоне он сыграл 81 игру, набирая в среднем за матч 14,3 очка и делая 2,5 подбора и 7,6 передачи, по итогам которого был включён в 1-ю сборную новичков НБА. Самым лучшим в его карьере был сезон 1990/1991 годов, в котором он провёл 73 матча, причём во всех выходил в стартовом составе, набирая в среднем за игру 18,5 очка и делая 2,9 подбора и 8,5 передачи, а по его окончании был признан самым ценным игроком команды.
В середине следующего сезона, 10 января 1992 года, Дуглас был обменян в команду «Бостон Селтикс» на Брайана Шоу, в составе которой, провёл лучшие годы своей баскетбольной карьеры. В сезоне 1994/1995 годов «Селтикс», ведомые своим разыгрывающим, на финише сезона сумели добыть себе путёвку в плей-офф, несмотря на итоговые 35 побед при 47 поражениях. Дуглас набирал в среднем за игру по 14,7 очка и 6,9 передачи.

## Статистика

### Статистика в НБА
| Сезон                                                                                    | Команда    | Регулярный сезон | Регулярный сезон | Регулярный сезон | Регулярный сезон | Регулярный сезон | Регулярный сезон | Регулярный сезон | Регулярный сезон | Регулярный сезон | Регулярный сезон | Регулярный сезон | Серия плей-офф | Серия плей-офф | Серия плей-офф | Серия плей-офф | Серия плей-офф | Серия плей-офф | Серия плей-офф | Серия плей-офф | Серия плей-офф | Серия плей-офф | Серия плей-офф |
| Сезон                                                                                    | Команда    | GP               | GS               | MPG              | FG%              | 3P%              | FT%              | RPG              | APG              | SPG              | BPG              | PPG              | GP             | GS             | MPG            | FG%            | 3P%            | FT%            | RPG            | APG            | SPG            | BPG            | PPG            |
| ---------------------------------------------------------------------------------------- | ---------- | ---------------- | ---------------- | ---------------- | ---------------- | ---------------- | ---------------- | ---------------- | ---------------- | ---------------- | ---------------- | ---------------- | -------------- | -------------- | -------------- | -------------- | -------------- | -------------- | -------------- | -------------- | -------------- | -------------- | -------------- |
| 1989/90                                                                                  | Майами     | 81               | 66               | 30,5             | 49,4             | 16,1             | 68,7             | 2,5              | 7,6              | 1,8              | 0,1              | 14,3             | Не участвовал  | Не участвовал  | Не участвовал  | Не участвовал  | Не участвовал  | Не участвовал  | Не участвовал  | Не участвовал  | Не участвовал  | Не участвовал  | Не участвовал  |
| 1990/91                                                                                  | Майами     | 73               | 73               | 35,1             | 50,4             | 12,9             | 68,6             | 2,9              | 8,5              | 1,7              | 0,1              | 18,5             | Не участвовал  | Не участвовал  | Не участвовал  | Не участвовал  | Не участвовал  | Не участвовал  | Не участвовал  | Не участвовал  | Не участвовал  | Не участвовал  | Не участвовал  |
| 1991/92                                                                                  | Майами     | 5                | 2                | 19,6             | 51,6             | 0,0              | 71,4             | 1,2              | 3,8              | 0,8              | 0,0              | 7,4              | Не участвовал  | Не участвовал  | Не участвовал  | Не участвовал  | Не участвовал  | Не участвовал  | Не участвовал  | Не участвовал  | Не участвовал  | Не участвовал  | Не участвовал  |
| 1991/92                                                                                  | Бостон     | 37               | 0                | 17,7             | 45,5             | 11,1             | 68,0             | 1,5              | 4,1              | 0,6              | 0,2              | 7,3              | 6              | 0              | 10,8           | 36,0           | 0,0            | 50,0           | 0,7            | 1,7            | 0,0            | 0,0            | 3,2            |
| 1992/93                                                                                  | Бостон     | 79               | 36               | 24,5             | 49,8             | 20,7             | 56,0             | 2,1              | 6,4              | 0,6              | 0,1              | 7,8              | 4              | 4              | 41,5           | 37,8           | 0,0            | 66,7           | 6,5            | 9,5            | 1,0            | 0,0            | 11,0           |
| 1993/94                                                                                  | Бостон     | 78               | 78               | 35,8             | 46,2             | 23,2             | 64,1             | 2,5              | 8,8              | 1,1              | 0,1              | 13,3             | Не участвовал  | Не участвовал  | Не участвовал  | Не участвовал  | Не участвовал  | Не участвовал  | Не участвовал  | Не участвовал  | Не участвовал  | Не участвовал  | Не участвовал  |
| 1994/95                                                                                  | Бостон     | 65               | 43               | 31,5             | 47,5             | 24,4             | 68,9             | 2,6              | 6,9              | 1,2              | 0,0              | 14,7             | 4              | 4              | 42,0           | 35,3           | 33,3           | 72,7           | 5,0            | 8,3            | 1,0            | 0,3            | 15,0           |
| 1995/96                                                                                  | Бостон     | 10               | 4                | 23,4             | 42,9             | 14,3             | 62,5             | 2,3              | 3,9              | 0,2              | 0,0              | 9,8              | Не участвовал  | Не участвовал  | Не участвовал  | Не участвовал  | Не участвовал  | Не участвовал  | Не участвовал  | Не участвовал  | Не участвовал  | Не участвовал  | Не участвовал  |
| 1995/96                                                                                  | Милуоки    | 69               | 62               | 30,4             | 51,4             | 37,9             | 75,4             | 2,3              | 5,8              | 0,9              | 0,1              | 11,5             | Не участвовал  | Не участвовал  | Не участвовал  | Не участвовал  | Не участвовал  | Не участвовал  | Не участвовал  | Не участвовал  | Не участвовал  | Не участвовал  | Не участвовал  |
| 1996/97                                                                                  | Милуоки    | 79               | 79               | 29,3             | 50,2             | 33,3             | 66,7             | 2,4              | 5,4              | 1,0              | 0,1              | 9,7              | Не участвовал  | Не участвовал  | Не участвовал  | Не участвовал  | Не участвовал  | Не участвовал  | Не участвовал  | Не участвовал  | Не участвовал  | Не участвовал  | Не участвовал  |
| 1997/98                                                                                  | Нью-Джерси | 80               | 11               | 21,2             | 49,5             | 30,4             | 66,9             | 1,7              | 4,0              | 0,7              | 0,1              | 8,0              | 3              | 2              | 41,7           | 52,3           | 40,0           | 70,0           | 2,7            | 8,3            | 2,0            | 0,0            | 18,3           |
| 1998/99                                                                                  | Клипперс   | 30               | 19               | 28,1             | 43,8             | 0,0              | 63,2             | 1,9              | 4,1              | 0,9              | 0,1              | 8,2              | Не участвовал  | Не участвовал  | Не участвовал  | Не участвовал  | Не участвовал  | Не участвовал  | Не участвовал  | Не участвовал  | Не участвовал  | Не участвовал  | Не участвовал  |
| 1999/00                                                                                  | Нью-Джерси | 20               | 2                | 15,5             | 50,0             | 31,3             | 89,3             | 1,5              | 1,7              | 0,9              | 0,0              | 6,0              | Не участвовал  | Не участвовал  | Не участвовал  | Не участвовал  | Не участвовал  | Не участвовал  | Не участвовал  | Не участвовал  | Не участвовал  | Не участвовал  | Не участвовал  |
| 2000/01                                                                                  | Нью-Джерси | 59               | 7                | 18,6             | 40,3             | 20,0             | 74,8             | 1,3              | 2,4              | 0,6              | 0,1              | 5,7              | Не участвовал  | Не участвовал  | Не участвовал  | Не участвовал  | Не участвовал  | Не участвовал  | Не участвовал  | Не участвовал  | Не участвовал  | Не участвовал  | Не участвовал  |
|                                                                                          | Всего      | 765              | 482              | 27,6             | 48,4             | 26,7             | 67,8             | 2,2              | 5,9              | 1,0              | 0,1              | 11,0             | 17             | 10             | 30,8           | 40,1           | 27,3           | 68,4           | 3,4            | 6,2            | 0,8            | 0,1            | 10,5           |
| Наведите курсор мыши на аббревиатуры в заголовке таблицы, чтобы прочесть их расшифровку. |            |                  |                  |                  |                  |                  |                  |                  |                  |                  |                  |                  |                |                |                |                |                |                |                |                |                |                |                |